# Tomoyuki Hirase
Tomoyuki Hirase (Kagoshima, 23. svibnja 1977.) japanski je nogometaš.

## Klupska karijera
Igrao je za Kashima Antlers, Centro Futebol Zico, Yokohama F. Marinos, Vissel Kobe i Vegalta Sendai.

## Reprezentativna karijera
Za japansku reprezentaciju igrao je 2000. godine. Odigrao je 2 utakmice.
S U-23 japanskom reprezentacijom Tomoyuki Hirase je igrao na Olimpijskim igrama 2000.

## Statistika
| Japan  | Japan | Japan |
| Godina | Nast. | Gol.  |
| ------ | ----- | ----- |
| 2000.  | 2     | 0     |
| Ukupno | 2     | 0     |

## Vanjske poveznice
- National Football Teams
- Japan National Football Team Database